# Nettelhorst

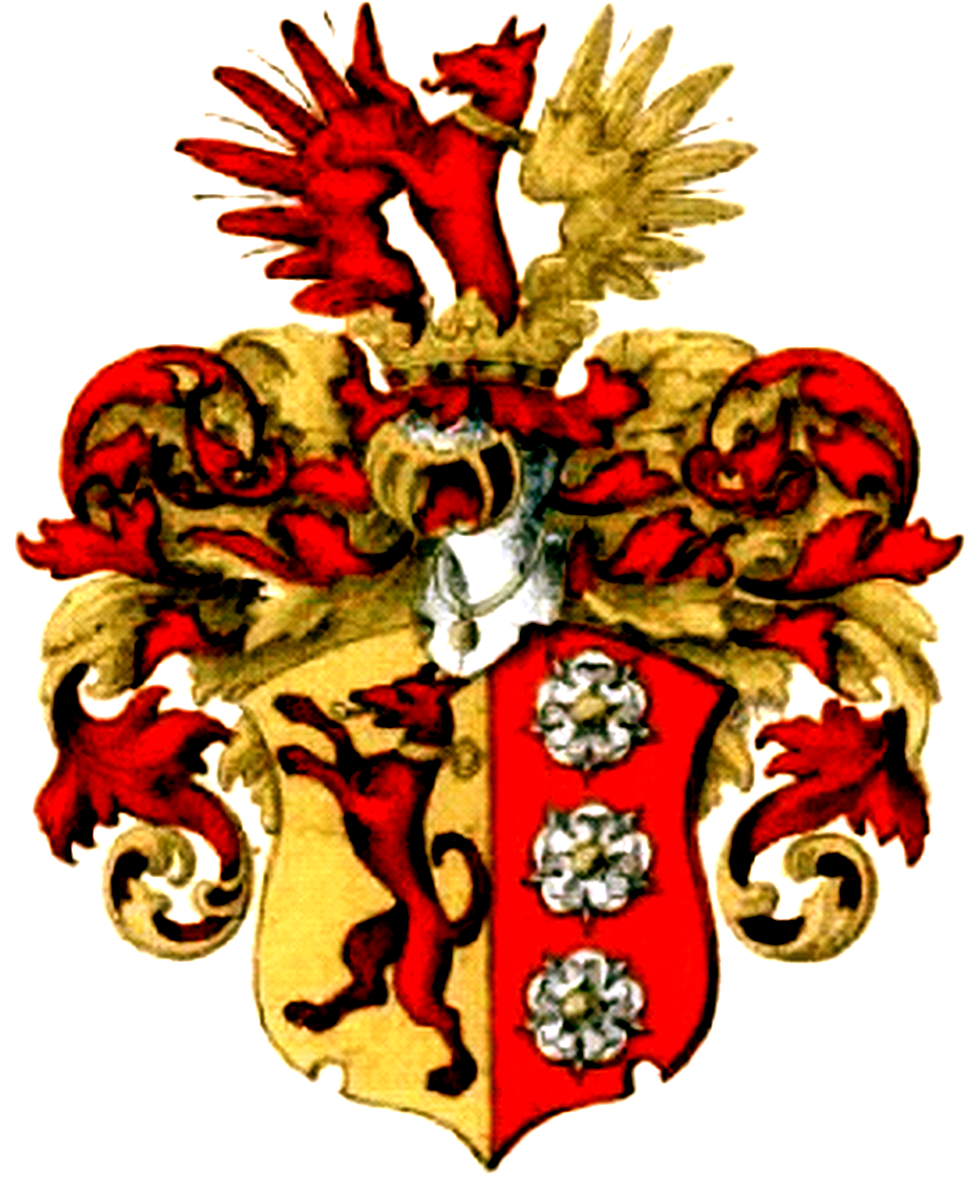
Stammwappen derer von Nettelhorst

Nettelhorst ist der Name eines ursprünglich aus Westfalen stammenden Adelsgeschlechts, welches sich mit dem Orden ins Baltikum und von dort nach Preußen und Pommern verbreitet hat.

## Besitz
In Kurland besaß die Familie unter anderem die Güter Ihlen (1530–1710) und Schlagunen (vom 16. Jahrhundert bis 1919), in Pommern wurde 1619 Warbelow von den Massow erworben, in Ostpreußen konnten die Nettelhorst ebenfalls bereits im 17. Jahrhundert zahlreiche Güter an sich bringen und schließlich im Herzogtum Württemberg wurde 1700 das Schlossgut Bittenfeld von den Münchingen erworben.

## Standeserhöhungen
Ernst Christoph von Nettelhorst (1769–1834) erhielt am 13. April 1804 ein Erbländisch-Österreichisches Grafendiplom.
Die Brüder und russischen Generale Paul von Nettelhorst (1844–1917) und Peter von Nettelhorst (1850–1919) erhielten durch Allerhöchsten Ukas vom 4. Juni 1894 die russische Anerkennung der Berechtigung zur Führung des Baronstitels.

## Wappen
Das Stammwappen zeigt im gespaltenen Schild rechts in Silber einen aufgerichteten roten Hund, links in Rot drei Weiße Rosen. Auf dem Helm mit silbern-roten Decken zwischen einem roten mit drei weißen Rosen belegten und einem weißen mit drei roten Roten belegten Adlerflügel, sitzend der Hund. (Statt Silber kommt auch, bis auf die Rosen, Gold vor und als Helmzier der Hund wachsend zwischen einem rechts roten, links goldenen Flug.)

## Denkmal
Der Königsberger Bildhauer Walter Rosenberg schuf für die Fassade des Rathauses in Labiau (Ostpreußen) vier Standbilder. Eines davon zeigt(e) einen Amtshauptmann von Nettelhorst. Das Rathaus wurde 1930 eingeweiht.

## Angehörige
- Christoph von Nettelhorst (1606–1649), Amtshauptmann in Neuhausen, Kommandant von Labiau, brandenburgischer Hofmarschall
- Friedrich von Nettelhorst († 1670), preußischer Landrat
- Georg Friedrich von Nettelhorst († 1692), hannoverscher Generalmajor[3]
- Friedrich Magnus von Nettelhorst († nach 1725), polnischer Generalmajor
- Dietrich Magnus von Nettelhorst († 1730), russischer Generalmajor
- Georg Ernst von Nettelhorst (1703–1757), preußischer Oberst und Chef des Garnisons-Regiments Nr. 8
- Paul von Nettelhorst (1844–1917), russischer Generalmajor der Artillerie, 1894 russischer Baron
- Peter von Nettelhorst (1850–1919), russischer General der Kavallerie, Kommandant des Garde-Ataman-Regiments des Thronfolgers, 1894 russischer Baron